# Victor Peuskens
Victor Peuskens (Bocholt, 22 november 1940 - Pelt, 31 maart 2022) was een Belgisch SP-politicus.

## Levensloop
Peuskens werd beroepshalve manager.
Hij werd politiek actief voor de BSP en daarna de SP en was voor deze partij van 1976 tot 1991 gemeenteraadslid van Bocholt. Ook was hij van 1972 tot 1976 provincieraadslid van Limburg.
Van 1984 tot 1991 zetelde hij in opvolging van de overleden Hubert Rubens voor het arrondissement Tongeren-Maaseik in de Kamer van volksvertegenwoordigers en van 1989 tot 1991 was hij secretaris van de Kamer. Door het toen bestaande dubbelmandaat zetelde hij ook in de Vlaamse Raad, de voorloper van het huidige Vlaams Parlement.
Hij is de vader van Jean-Paul Peuskens, die ook politiek actief werd.